# Alec Kessler
Pour les articles homonymes, voir Kessler.
Alec Kessler, né le 13 janvier 1967 à Minneapolis, dans le Minnesota et mort le 13 octobre 2007 à Gulf Breeze, en Floride, est un joueur américain de basket-ball. Il évolue au poste de pivot.

## Biographie
À l'issue de sa carrière de basketteur, Alec Kessler rejoint l'université Emory pour reprendre ses études de médecine, dont il sort diplômé en 1999. Il devient chirurgien orthopédique. Il meurt d'une crise cardiaque le 13 octobre 2007 après une partie amicale de basket-ball.